# Boulevardbanen
Boulevardbanen er betegnelsen for jernbanestrækningen mellem Københavns Hovedbanegård og Østerport Station. Banen er nedgravet og er delvis overdækket, delvis i åben banegrav. Banen er 3,2 km lang, heraf 1.525 meter i tunnel, og består af to S-togs-spor og to fjerntogsspor. Den underjordiske strækning ved Nørreport Station benævnes populært Røret.

## Historie
Fra 1897 og frem til Boulevardbanens åbning i 1917 havde Kystbanen fra Helsingør haft endestation på Østerbro Station (nuværende Østerport), og endnu før det blev togene mod nord ført over Nørrebros daværende station (hvor Nørrebroparken ligger nu) og videre til Hellerup. Denne strækning fulgte mellem Lersø Parkallé og Hellerup den nuværende Ringbanes tracé. I Hellerup skiltes Klampenborgbanen og Nordbanen og førtes videre mod hhv. Klampenborg og Helsingør over Hillerød. Undervejs lå et utal af jernbaneoverskæringer i niveau, hvilket var et stigende problem efterhånden som såvel vejnettet som bil- og jernbanetrafikken tog til.
Ideen til en underjordisk bane kom fra ingeniør Holger Hammerich, der havde foreslået det allerede i 1885 som led i en ordning af Københavns jernbanestruktur. Anlægget af Boulevardbanen blev vedtaget af Rigsdagen, hvor Hammerich var folketingsmedlem, i marts 1904 som del af en større anlægslov, der bl.a. også omfattede opførelsen af den nuværende hovedbanegård. Udgravningen foran banegården startede allerede året efter, mens viadukten for Østerbrogade syd for Østerbro Station (denne del af Østerbrogade er i dag omdøbt til Dag Hammarskjölds Allé) blev påbegyndt i 1909. Fra 1912 begyndte man at fjerne de gamle volde, og i april 1914 var de sidste rester af Østervold fjernet med undtagelse af Pücklers Bastion i Østre Anlæg.
I banens sydende nord for Vesterbrogade skulle banen løbe hen over den gamle banegårds areal, så her måtte gravearbejdet afvente, at trafikken mod vest kunne overflyttes til den nye hovedbanegård. Det skete ved indvielsen 1. december 1911, hvor også banegraven foran hovedindgangen samt viadukten for Vesterbrogade stod klar, og Frihedsstøtten var atter tilbage efter midlertidigt at være blevet fjernet for at gøre plads til anlægsarbejdet. Den er nu opstillet på en betonsokkel, der går gennem brodækket og ned mellem sporene. Udgravningen nord for Vesterbrogade kunne herefter påbegyndes i september 1913, hvorfra man fortsatte gennem Aborreparken, der var nedlagt få år før.
Udgravningsarbejderne var færdige i 1914, hvorefter man fortsatte med støbningen af støttemure. Oprindeligt var det ikke meningen, at der ved Nørreport skulle være perron ved fjerntogssporene. Som følge af materialemangel under 1. verdenskrig opstod der dog forsinkelser i anlægsarbejdet. Man indså, at togene til Rungsted, der dengang regnedes som lokaltog, i hvert fald midlertidigt skulle benytte fjerntogssporene, så man valgte også at bygge en perron her. Pladsen tillod dog kun en perron, der var væsentligt smallere end nærtogsperronen.
I februar 1916 blev nordenden af hovedbygningen på den gamle hovedbanegård revet ned for at give plads til anlægget af Boulevardbanen. Forinden havde den i vinteren 1911-12 været brugt som varmestue for hjemløse, og herefter blev den indrettet til biograf af Palads Teatret. I efteråret 1916 blev resten af bygningen revet ned.
1. december 1917 kunne de to østlige af Boulevardbanens fire spor tages i brug. Herefter afgik tog til Klampenborg og Helsingør fra Hovedbanegården via Boulevardbanen, mens tog ad Nordbanen til Hillerød stadig afgik fra Nordbanegården på den gamle hovedbanegård. De fleste bro- og jordarbejder var ganske vist fuldført, men ibrugtagning af sporene forudsatte desuden færdiggørelsen af det andet dobbeltspor mellem Østerport og Hellerup, samt opstillingsspor, remise, signalposter mv. ved Hovedbanegården. Arbejdet med disse anlæg tog først fart i 1919, hvorefter de to sidste spor kunne tages i brug 1. oktober 1921. Hermed kunne den gamle hovedbanegård omsider endeligt nedlægges.
Nørreport Station åbnede 1. juli 1918. Vesterport Station blev indviet 15. maj 1934 samtidig med omdannelsen af de to vestlige spor til S-bane.

## Boulevardbanen i dag
Boulevardbanen er i dag et kritisk element i S-togsnettet, da en driftsforstyrrelse her let forplanter sig til resten af nettet (idet Ringbanen dog kun berøres i mindre omfang). Af denne grund vurderes projekter som metrolinjen Cityringen bl.a. på deres evne til at aflaste trafikken på Boulevardbanen.

## Fremtid
Der har i årtier været snak om, at de åbne banegrave skulle overdækkes, og det attraktive areal nær centrum af København udnyttes.
Et koncept, med 81.000 etagemeter i højhuse og nedrivning af Palads med opførsel af en ny biograf, er blevet lavet for en overdækning af banegraven mellem gaderne H.C. Andersens Boulevard og Ved Vesterport. Dette forslag har vakt politisk interesse, og idemanden Jesper Rasmussen arbejder aktivt videre med at få det godkendt og udført (januar 2018).
Det har været foreslået at overdække banegraven mellem Hovedbanegården og Vesterbrogade, af og til kaldet "Hullet". Et koncept fra Nobel Arkitekter foreslår at lave en banegårdsplads over graven, med underjordisk cykelparkering (da cykelparkering lige nu er et problem i området). Det virker ikke som om[kilde mangler] der bliver aktivt arbejdet videre med projekter for banegårdsgraven. Pt betyder EU-forordningen om den tekniske specifikation for interoperabilitet gældende for sikkerhed i jernbanetunneller i jernbanesystemet i Den Europæiske Union at banegraven bliver meget dyr at overdække, idet en overdækning af banegraven vil betyde, at hele det overdækkede område fra Københavns Hovedbanegård til Østerport station vil skulle opgraderes til moderne sikkerhedsstandarder for jernbanetunneler.
Trafikbranchen har i mange år diskuteret muligheder for en ny tunnel for at aflaste Boulevardbanen. Et Folketingsudvalg besluttede i 2023 at undersøge projektet.

## Stationer
- Københavns Hovedbanegård
- Vesterport Station (kun S-banen)
- Nørreport Station
- Østerport Station